# 棕褐海鳚鯛
棕褐海鳚鯛，為鱸形目鱸亞目擬雀鯛科的其中一種，分布於東南大西洋的南非福爾斯灣至咖啡灣海域，深度0-16公尺，體淺棕色至棕色，有時會有深色的橫紋，胸鰭上方有一黑斑，臀鰭及背鰭與尾鰭基部相連接，背鰭硬棘1枚;背鰭軟條58-63枚;臀鰭硬棘0枚;臀鰭軟條48-52枚，體長可達20公分，棲息在潮間帶，生活習性不明。

## 擴展閱讀
維基物種上的相關：棕褐海鳚鯛